# Dániel Zwickl
Dániel Zwickl (ur. 30 sierpnia 1984 w Budapeszcie) – węgierski tenisista stołowy, uczestnik letnich igrzysk olimpijskich w Londynie.

## Kariera

### Początki
Zaczął grać w 1991 roku. W 2000 roku zajął czwarte miejsce w turnieju Europa Top 12.

### Sukcesy
| Rok                         | Miejsce    | Medal   |
| --------------------------- | ---------- | ------- |
| Mistrzostwa Europy juniorów |            |         |
| 2000                        | Bratysława | srebrny |
| 2000                        | Bratysława | brązowy |
| 2002                        | Moskwa     | srebrny |
| Mistrzostwa Węgier          |            |         |
| Rok                         | Kategoria  | Medal   |
| 2000                        | singel     | brązowy |
| 2006                        | singel     | złoty   |
| 2006                        | debel      | złoty   |
| 2006                        | mikst      | brązowy |
| 2007                        | singel     | srebro  |
| 2008                        | mikst      | złoto   |
| 2008                        | singel     | srebro  |
| 2009                        | singel     | brąz    |
| 2009                        | debel      | brąz    |

### Igrzyska olimpijskie
Brał udział w igrzyskach w Londynie. W pierwszej rundzie wygrał z Duńczykiem Allanem Bentsenem (4:1), w drugiej z Serbem Aleksandarem Karakaševićem (również 4:1), zaś w trzeciej uległ reprezentantowi Chińskiego Tajpej Chuang Chih-yuanem 4:0.

## Źródła
- http://www.sofascore.com/pl/druzyna/tenis-stolowy/zwickl-daniel/76863
- https://www.olympic.org/daniel-zwickl
- https://web.archive.org/web/20170929043404/http://www.masters-college.com/en/team/daniel-zwickl/